# Střelba v Novém Skotsku
V průběhu útoků v Novém Skotsku ve dnech 18. a 19. dubna 2020 bylo během 13 hodin v různých městech severně od Halifaxu v kanadské provincii Nové Skotsko zabito 23 lidí a pět budov bylo zapáleno. Jedná se o nejsmrtonosnější útok osamělého střelce v kanadské historii, počet obětí přesáhl masakr na École Polytechnique v Montréalu z roku 1989, který si vyžádal 15 mrtvých. 
Pachatelem útoků byl Gabriel Wortman (51 let), který při útocích jezdil replikou policejního auta a měl oblečenou uniformu Královské kanadské jízdní policie. Nakonec byl zastřelen příslušníky Královské jízdní policie. Policie vyšetřuje jeho motiv, a také jak získal zbraň, ačkoliv nebyl držitelem zbrojní licence. 
Kanadský premiér Justin Trudeau v reakci na útok vyhlásil 1. května okamžitý zákaz držení vojenských útočných zbraní civilisty.